# المعمر (المفتاح)

تعديل مصدري - تعديل

المعمر هي إحدى قرى عزلة الجبر الاسفل بمديرية المفتاح التابعة لمحافظة حجة، بلغ تعداد سكانها 329 نسمة حسب تعداد اليمن لعام 2004.